# نورث امریکن ان‌ای-۳۵
نورث امریکن ان‌ای-۳۵ (به انگلیسی: North American NA-35) یک هواپیمای ساختِ کارخانهٔ نورث امریکن اوییشن در کشور ایالات متحده آمریکا است. این هواپیما برای نخستین بار در ۱۹۴۰ میلادی مورد استفاده قرار گرفت.